# Stiftsherrenhaus

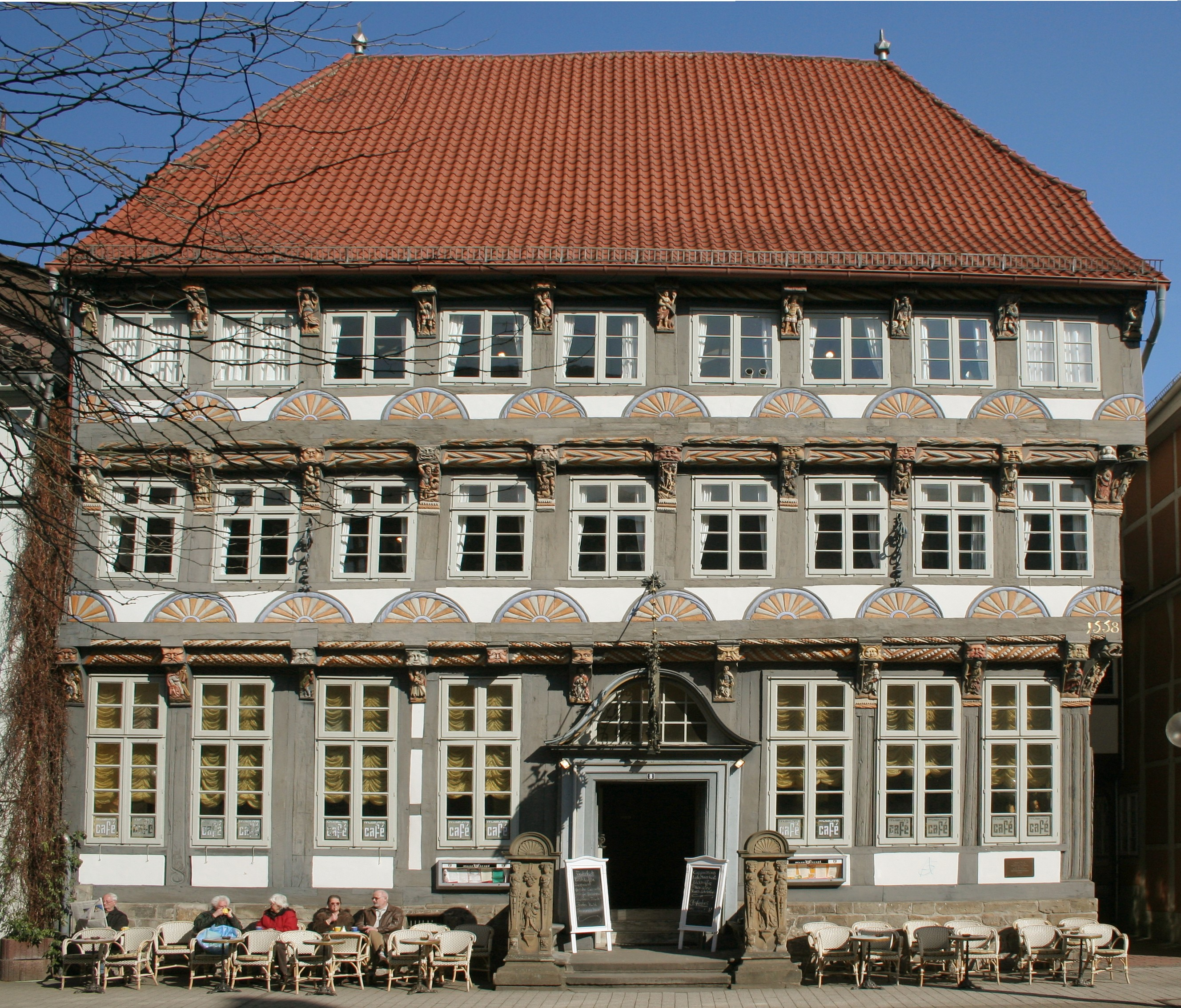
Stiftsherrenhaus Hameln

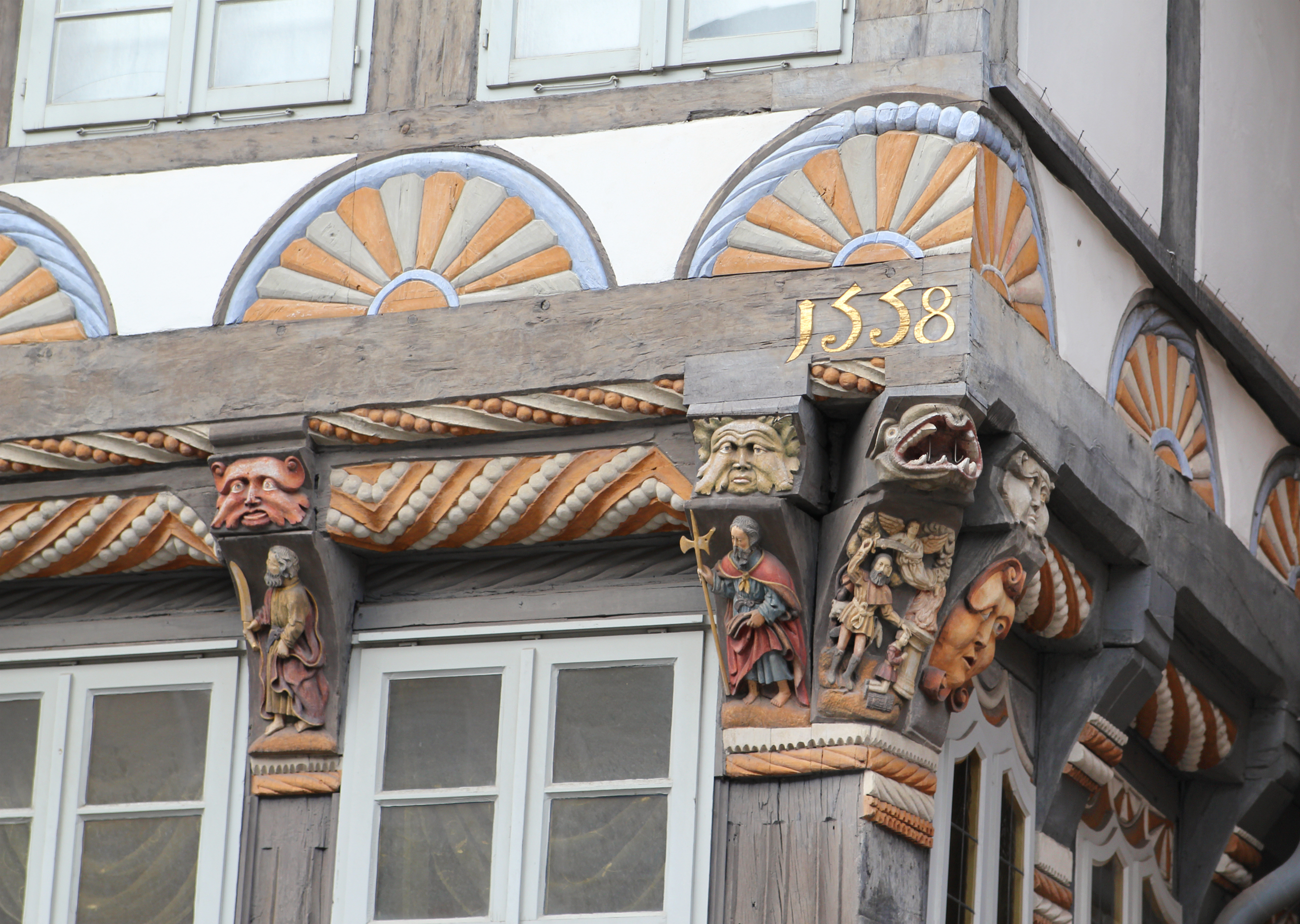
Details

Das Stiftsherrenhaus zählt zu den bekanntesten Häusern der Hamelner Altstadt und befindet sich in der Osterstraße inmitten der Fußgängerzone. Es stellt einen der prachtvollsten Bauten der Weserrenaissance dar und steht unter Denkmalschutz.
Zusammen mit dem benachbarten Leisthaus beherbergt es in den oberen Etagen das Museum Hameln. Im Erdgeschoss ist das Museumscafé untergebracht.

## Beschreibung
Das Stiftsherrenhaus wurde 1558 fertiggestellt; sein Baumeister ist unbekannt. Anders als der Name vermuten lässt, war der Bauherr kein Geistlicher, sondern der Kaufmann und Hamelner Bürgermeister Friedrich Poppendiek. Benannt wurde das Gebäude nach seiner bildreichen Fassade, die sonst meist auf kirchliche Auftraggeber schließen lässt. Sie zeigt einen reichen Bilderschmuck mit biblischen Motiven, aber auch antiken Planetengöttern. Die Frontsteine der vorgelagerte Plattform im Eingangsbereich stellen Lucretia („Tugendhaftigkeit“) und Ecclesia („Kirche“) dar. Eine Besonderheit des Stiftsherrenhauses besteht darin, dass es traufseitig zur Straße ausgerichtet ist.
Anders als im Leisthaus lässt sich seine ursprüngliche Raumordnung nicht mehr erkennen. Im Erdgeschoss befindet sich seit den Renovierungsarbeiten 1975 das Museumscafé.